# Sequ
Sequ (kinesiska: 色曲) är ett vattendrag i Kina. Det ligger i provinsen Sichuan, i den sydvästra delen av landet, omkring 330 kilometer nordväst om provinshuvudstaden Chengdu.
Genomsnittlig årsnederbörd är 1 007 millimeter. Den regnigaste månaden är juni, med i genomsnitt 246 mm nederbörd, och den torraste är december, med 2 mm nederbörd.